# Opuntia pachyrrhiza
Opuntia pachyrrhiza là một loài thực vật thuộc họ Cactaceae. Đây là loài đặc hữu của México. Môi trường sống tự nhiên của chúng là đồng cỏ khô nhiệt đới hoặc cận nhiệt đới vùng đất thấp. Chúng hiện đang bị đe dọa vì mất môi trường sống.